# Wiktor Michailowitsch Brodjanski
Wiktor Michailowitsch Brodjanski (russisch Виктор Михайлович Бродянский; * 16. März 1919 in Rostow am Don; † 21. März 2009 in Moskau) war ein sowjetischer bzw. russischer Physikochemiker und Hochschullehrer.

## Leben
Brodjanski, Sohn Mendel Peissachowitsch Brodjanskis und Anna Ruwinowna Naifelds, begann 1938 das Studium am Moskauer Institut für Chemie-Maschinenbau. Nach Beginn des Deutsch-Sowjetischen Kriegs trat er als Freiwilliger in die Rote Armee ein und kam im Juli 1941 an die Front. Er kämpfte in der Panzertruppe und in der Motorisierten Infanterie in der Oblast Smolensk, vor Moskau und in Weißrussland. Er wurde zweimal verwundet.
Im Oktober 1945 kehrte Brodjanski in das Moskauer Institut für Chemie-Maschinenbau zurück und setzte sein Studium fort. Seine Diplomarbeit wurde von Pjotr Kapiza betreut. Er schloss das Studium als Chemieindustrie-Ingenieur-Mechaniker ab.
Ab 1949 arbeitete Brodjanski im Allrussischen Forschungsinstitut für Sauerstoff-Maschinenbau. Er entwickelte dort Schaltpläne für Luftzerlegungsanlagen. 1952 wurde er Chef der Gas-Werkhalle des 1. Moskauer Autogen-Werks für die Produktion und den Verkauf von Gasen. Er verteidigte 1954 am  Moskauer Institut für Chemie-Maschinenbau, das inzwischen das  Chemisch-Technische Dmitri-Mendelejew-Institut geworden war, seine Dissertation über die kontinuierliche Herstellung von technisch reinem Argon mit Erfolg für die Promotion zum Kandidaten der technischen Wissenschaften.
Brodjanski wechselte 1958 zum Moskauer Energetischen Institut (MEI) und lehrte zunächst am Lehrstuhl für Industrie-Wärmeenergieanlagen und dann am Lehrstuhl für Kühltechnik. Er verteidigte 1968 seine Doktor-Dissertation über die Exergie-Methode der thermodynamischen Analyse und ihre Anwendung in der Technik für niedrige Temperaturen mit Erfolg für die Promotion zum Doktor der technischen Wissenschaften. Die Ernennung zum Professor folgte 1970. Sein Forschungsschwerpunkt war die Optimierung der Verfahren und Anlagen zur Erreichung niedriger Temperaturen, wobei er auch den Elektrokalorischen Effekt benutzte.

## Ehrungen, Preise
- Orden des Roten Sterns[3]
- Orden des Vaterländischen Krieges I. Klasse (1985)[1]
- Verdienter Wissenschaftler der Russischen Föderation (1998)[5]
- Ehre-und-Anerkennung-Preis des Klubs der MEI-Absolventen (2006)[4]
- Kapiza-Medaille für Beiträge zur Entwicklung der Kryotechnik[4]